# دبليو. هوارد غريني
دبليو. هوارد غريني (بالإنجليزية: W. Howard Greene)‏ هو مصور سينمائي أمريكي، ولد في 16 أغسطس 1895 في مقاطعة كينت في الولايات المتحدة، وتوفي في 28 فبراير 1956 في لوس أنجلوس في الولايات المتحدة.

## وصلات خارجية
- دبليو. هوارد غريني على موقع IMDb (الإنجليزية)
- دبليو. هوارد غريني على موقع ألو سيني (الفرنسية)
- دبليو. هوارد غريني على موقع تيرنر كلاسيك موفيز (الإنجليزية)
- دبليو. هوارد غريني على موقع أول موفي (الإنجليزية)
- دبليو. هوارد غريني على موقع قاعدة بيانات الأفلام السويدية (السويدية)
- دبليو. هوارد غريني على موقع قاعدة بيانات الفيلم (الإنجليزية)
- دبليو. هوارد غريني على موقع كينوبويسك (الروسية)